# Fred Willard
Fred Willard, született Frederick Charles Willard (Cleveland, Ohio, 1933. szeptember 18. – Los Angeles, Kalifornia, 2020. május 15.) amerikai színész.

## Filmjei

### Mozifilmek
- Teenage Mother (1967)
- Sötét utcák (Hustle) (1975)
- Száguldás gyilkosságokkal (Silver Streak) (1976)
- Mókás páros (Fun with Dick and Jane) (1977)
- First Family (1980)
- A turné (This Is Spinal Tap) (1984)
- Pancser csapat (Moving Violations) (1985)
- Roxanne (1987)
- High Strung (1991)
- Guffmanre várva (Waiting for Guffman) (1996)
- KicsiKÉM – Austin Powers 2. (Austin Powers: The Spy Who Shagged Me) (1999)
- Nem kutya (Best in Show) (2000)
- Szeretném, ha szeretnél (The Wedding Planer) (2001)
- Fűre tépni szabad (So High) (2001)
- Egy húron (A Mighty Wind) (2003)
- Amerikai pite: Az esküvő (American Wedding) (2003)
- Kalandférgek (Harold & Kumar Go to White Castle) (2004)
- A híres Ron Burgundy legendája (Anchorman: The Legend of Ron Burgundy) (2004)
- A sztárkivetett (Love Wrecked) (2005)
- Csajozós film (Date Movie) (2006)
- Bazi nagy film (Epic Movie) (2007)
- Anyád lehetnék (I Could Never Be Your Woman) (2007)
- WALL·E (2008, hang)
- Monte Wildhorn csodálatos nyara (The Magic of Belle Isle) (2012)
- Ron Burgundy: A legenda folytatódik (Anchorman 2: The Legend Continues) (2013)
- A fekete ötven árnyalata (Fifty Shades of Black) (2016)
- The Bobby Roberts Project (2018)

### Tv-sorozatok
- Űrapu (Out of This World) (1988, egy epizódban)
- Gyilkos sorok (Murder, She Wrote) (1991, egy epizódban)
- Öreglányok (Golden Girls) (1991, egy epizódban)
- Egy rém rendes család (Married… with Children) (1992, egy epizódban)
- Roseanne (1995–1997, nyolc epizódban)
- Jóbarátok (Friends) (1996, egy epizódban)
- Megőrülök érted (Mad About You) (1998–1999, öt epizódban)
- Ally McBeal (2001, egy epizódban)
- Maybe It’s Me (2001–2002, 22 epizódban)
- Szeretünk Raymond (Everybody Loves Raymond) (2003–2005, 14 epizódban)
- Back to you (2007–2008, 17 epizódban)
- Modern család (Modern Family) (2009–2020, 14 epizódban)
- Gazdagok és szépek (The Bold and the Beautiful) (2014–2015, hét epizódban)
- Űrhadosztály (Space Force) (2020, három epizódban)